# Blepharis torrei
Blepharis torrei är en akantusväxtart som beskrevs av K. Vollesen. Blepharis torrei ingår i släktet Blepharis och familjen akantusväxter. Inga underarter finns listade i Catalogue of Life.